# Imrabten
Imrabten (en berbère: Imrabten, en arabe : امرابطن) est une commune rurale marocaine de la province d'Al Hoceïma, dans la région de Taza-Al Hoceima-Taounate.
En 2004, Imrabten comptait 10 098 habitants, dont 1 788 dans le centre urbain de Tamassint.